# Privathaftpflichtversicherung
Die Privathaftpflichtversicherung ist eine Form der Haftpflichtversicherung und sichert den privaten Versicherungsnehmer und seine Familie einschließlich eventueller Hausangestellter (letztere soweit für den Haushalt tätig) vor Forderungen Dritter im Rahmen der vereinbarten Deckungssummen. Da die Haftung gerade von Privatpersonen nach deutschem Recht grundsätzlich nicht begrenzt ist, liegt die Bedeutung einer Privathaftpflichtversicherung und der Anpassung ihrer Versicherungssummen für die versicherte Person auf der Hand.
Die Privathaftpflichtversicherung ist, im Gegensatz zur Kfz-Haftpflichtversicherung, keine Pflicht-, sondern eine freiwillige Versicherung.

## Grundlagen
Der Schutzzweck der Privathaftpflichtversicherung leitet sich aus § 823 Abs. 1 BGB ab, da jeder gesetzlich verpflichtet ist, für einen verursachten Schaden voll umfänglich, d. h. ohne betragsmäßige Grenze nach oben, zu haften. Voraussetzung ist, dass der Schaden durch Fahrlässigkeit (auch grobe Fahrlässigkeit) entstanden ist. Ferner ist Voraussetzung, dass die Ansprüche im privaten Bereich entstanden sind, also weder einem beruflichen Tun noch einem vereinsmäßigen (Tätigkeit für den oder als Organ des Vereins) oder sonst (ehren-)amtlichen Risiko zuzuordnen sind. Hierfür tritt ggf. eine separate Vereins- oder Ehrenamtshaftpflichtversicherung (z. B. der Justizbehörden für ehrenamtliche Betreuer und Vormünder) ein. Auch nebenberufliche Tätigkeiten (z. B. entgeltliche Tagesbetreuung fremder Kinder) müssen eigens abgesichert werden, wenn mit diesen Tätigkeiten nachhaltig Gewinn erzielt werden soll.
Die Privathaftpflichtversicherung deckt die typischen Risiken des Alltags ab. Versichert sind insbesondere in beschränktem Umfang auch die Haftung aus Haus- und Wohnungsbesitz (einschließlich der Haftung aus Vermietung und anfallenden Baumaßnahmen), weiter die Haftung aus Sportausübung (Ausnahme: Jagd und bestimmte Wettkämpfe) und Tierhaltung (Ausnahme: Haltung von Hunden, Pferden, Rindern, Zug- und Reittieren; wilden Tieren; hier muss eine Tierhalterhaftpflichtversicherung abgeschlossen werden).
Schäden an der Mietwohnung sind aufgrund der AHB (Allgemeine Versicherungsbedingungen für die Haftpflichtversicherung; Musterbedingungen des GDV) rein theoretisch vom Versicherungsschutz ausgeschlossen. Über die Muster-Bedingungsstruktur IX (Privathaftpflicht) hebt der GDV (Gesamtverband der Deutschen Versicherungswirtschaft) diesen Ausschluss bereits auf – zur privaten Nutzung angemietete Wohnräume fallen unter den Schutz der Privathaftpflichtversicherung, sofern es sich nicht um:
- Glasschäden
- Schäden durch Abnutzung und Verschleiß sowie übermäßige Beanspruchung
- Schäden durch Schimmel
- und Schäden an elektrischen und heizungstechnischen Einbauten bzw. Bestandteile der Warmwasserbereitung

handelt.
Nicht Gegenstand der Privathaftpflichtversicherung ist der Gebrauch von Kraftfahrzeugen, der über die Kfz-Haftpflichtversicherung abgesichert werden muss. Ausnahmen gelten dann, wenn es sich um einen Kfz-Gebrauch abseits öffentlicher Wege handelt (unabhängig von der Höchstgeschwindigkeit), Kraftfahrzeuge mit maximal 6 km/h Höchstgeschwindigkeit oder Bau- und Arbeitsmaschinen bis 20 km/h betrieben werden. Wenn nicht abgesicherte Haftpflicht-Risiken neu hinzutreten, sind sie zwar (mit Ausnahme der Kfz-Versicherung) zunächst vom Versicherungsschutz mit einer geringeren Versicherungssumme erfasst (Vorsorgeversicherung), müssen aber dem Versicherer auf dessen jährliche Anfrage hin mitgeteilt und dann eingeschlossen werden.
Die Absicherung von Personen- und Sachschäden werden mit unterschiedlichen Deckungssummen am Markt angeboten. Teils werden sie pauschal für Personen- und Sachschäden, teils jeweils isoliert für Personen- oder Sachschäden angeboten. Übrige Vermögensschädigungen, die nicht auf Personen- oder Sachschäden zurückzuführen sind, sind grundsätzlich nicht abgesichert. Gegen besondere Vereinbarung können sie allerdings eingeschlossen werden. Vermögensschäden werden gewöhnlich aber über eine Vermögensschadenhaftpflicht abgesichert und spielen in der Privathaftpflichtversicherung nur eine untergeordnete Rolle.
Maßgebliche Versicherungsbedingungen, nach denen sich der Versicherungsschutz richtet, sind die weitgehend einheitlichen Allgemeinen Haftpflichtversicherungsbedingungen (AHB) der einzelnen Versicherer, davon abweichende besondere Bedingungen und Beschreibungen des versicherten Risikos (z. B. BBR, RBH o. ä.), die dem Versicherungsschein beiliegen. Letztere unterscheiden sich teilweise zwischen den einzelnen Versicherern.

## Zusatzdeckungen
Folgende Risiken können zusätzlich gegen Mehrbeitrag oder als Paket mitversichert werden:

### Ausfalldeckung
Die Forderungsausfall-Versicherung oder Ausfalldeckung deckt die eigenen Forderungen des Versicherungsnehmers und der mitversicherten Personen, die man gegen einen Dritten z. B. wegen fehlender Privat-Haftpflichtversicherung zahlungsunfähigen Schadenverursacher hat.
Leistungen aus der Ausfalldeckung können jedoch nur bezogen werden, wenn ein rechtskräftiger gerichtlicher Titel zur Forderung vorliegt. Die Forderung muss ferner meist einen vertraglich festgesetzten Betrag übersteigen. Gleichzeitig sind jedoch auch Höchstgrenzen für die Entschädigungsleistung üblich.

### Deckung für deliktunfähige Kinder
Nach § 828 Abs. 1 BGB haften Kinder bis zur Vollendung des 7. Lebensjahrs nicht selbst, bei Kindern vom 7. bis zum 10. Lebensjahr (Abs. 2) gibt es Einschränkungen bei Unfällen mit einem Kraftfahrzeug, einer Schienenbahn oder einer Schwebebahn, sowie bei allen Kindern bis zum 18. Lebensjahr (Abs. 3) Einschränkungen der Haftung nach Einsichtsfähigkeit. Unabhängig davon können aber die Eltern bei einer Aufsichtspflichtverletzung in die Haftung für Handlungen ihrer Kinder genommen werden, da diese dann selbst falsch gehandelt haben. Selbst, wenn der Geschädigte keinen Anspruch auf Schadensersatz hätte, bleibt dennoch meist die „moralische Verpflichtung“ gegenüber den Geschädigten wie z. B. den Nachbarn. Durch den Einschluss einer Zusatzversicherung kann die „Einrede der Deliktunfähigkeit“ bis zum vollendeten 7. Lebensjahr, bei manchen Versicherern auch bis zum 10. Lebensjahr ausgeschlossen werden. Der Versicherer prüft dann nur noch, ob der Schaden im Rahmen der Police abgedeckt ist. Zu beachten ist aber, dass die Versicherungssummen dafür meist sehr begrenzt (5.000 bis 30.000 Euro) sind.
Dauerhaft deliktunfähige Kinder, z. B. bei geistiger Behinderung oder u. U. mit Pflegebedarf müssen durch eine spezielle Klausel vom Vertrag erfasst sein, damit sie über die Volljährigkeit hinaus mitversichert bleiben.

### Mietsachschäden
Mietsachschäden sind in der Regel, wenn auch meist summenbezogen begrenzt (100.000 bis 1.000.000 Euro), ebenfalls zusätzlich in der Privat-Haftpflichtversicherung mitversichert.
Zu beachten ist, dass im Rahmen der Zusatzpolice nur für einmalig entstandene Schäden gehaftet wird. Allmählich entstandene Schäden sind indes meist ausgeschlossen. Auch sind keine Glasschäden im dauerhaft bewohnten Mietobjekt mitversichert, weil hierfür ein eigener Vertrag (Glasversicherung) abgeschlossen werden kann. Das betrifft allerdings nur Glasbruchschäden; nicht Schäden durch Kratzer, da diese in der Glasversicherung nicht gedeckt sind. Glasschäden in Hotels oder anderen fremden Orten sind jedoch erstattungsfähig. Schäden an elektrischen Einbauten sind in der Regel ebenfalls ausgeschlossen.

### Gefälligkeitsschäden
Fügt eine Person einer anderen Person bei einer unentgeltlichen Hilfsleistung einen Schaden (Gefälligkeitsschäden) zu, so besteht von gesetzlicher Seite bei leichter Fahrlässigkeit kein Haftungsanspruch gegenüber dem Schädiger. Beispielhaft zählt dazu der Umzugsschaden. Diese Schadenart kann als Mehrleistung (bis zur festgelegten Schadengrenze) zusätzlich zur normalen Privaten Haftpflichtversicherung mitversichert werden.

### Schlüsselschäden
Der Verlust von fremden privaten, beruflichen oder ehrenamtlichen Schlüsseln ist nur versichert, wenn der Anbieter diesen Zusatz anbietet. Die Höhe der Erstattung ist in der Regel begrenzt.

### Ehrenamt
Das Ehrenamt ist keine private Tätigkeit. Damit sind Schäden aus einer solchen Tätigkeit nur dann versichert, wenn der Anbieter sie ausdrücklich in den Versicherungsschutz einschließt. Des Weiteren versichern manche Vereine ihre Mitglieder im Rahmen ihres Ehrenamts.
Nicht über die Privathaftpflichtversicherung abgedeckt werden auch die öffentlichen oder hoheitlichen Ehrenämter (Bürgermeister, Freiwillige Feuerwehr, Schöffen, Betriebsräte usw.), bei denen jedoch in der Regel eine Versicherung über den Arbeitgeber oder Träger erfolgt.

### Drohnenschutz
Für unbemannte Fluggeräte ist eine Versicherung seit 2005 verpflichtend, dies ist durch das Luftverkehrsgesetz (LuftVG) § 43 Abs. 2 geregelt. Dabei ist es egal, ob die Drohne privat oder gewerblich genutzt wird. Jedoch gilt die Zusatzdeckung nur für Drohnen im privaten Gebrauch. Zudem gilt die Versicherungspflicht für jede Drohne, unabhängig vom Gewicht. Bei einer Privathaftpflichtversicherung darf die Drohne maximal 5 kg wiegen.